# Nereida (księżyc)
Nereida (Neptun II) – dziewiąty pod względem odległości od planety księżyc Neptuna. Został odkryty 1 maja 1949 roku przez Gerarda Kuipera. Kolejne księżyce Neptuna odkryto dopiero 40 lat później podczas przelotu sondy Voyager 2 w pobliżu tej planety.
Nazwa pochodzi od nereid, nimf morskich w mitologii greckiej.

## Orbita
Odległość Nereidy od Neptuna wynosi średnio około 5,5 miliona km, jednak ze względu na bardzo dużą ekscentryczność zmienia się od 1,37 do 9,65 miliona kilometrów. Jest to największa ekscentryczność orbity spośród wszystkich znanych satelitów w Układzie Słonecznym.
Niezwykłość orbity Nereidy nasuwa podejrzenie, że może ona być przechwyconą planetoidą lub obiektem pasa Kuipera albo, jej orbita została zakłócona w czasie przechwycenia największego księżyca Neptuna – Trytona.

## Charakterystyka fizyczna
Przez długi czas była najbardziej zewnętrznym znanym księżycem Neptuna (w 2002 i 2003 roku odkryto pięć jeszcze bardziej odległych). Jest trzecim co do wielkości księżycem Neptuna, ze średnicą ok. 340 km.

## Badania Nereidy
Podczas przelotu koło Neptuna w 1989 roku sonda Voyager 2 wykonała 83 zdjęcia Nereidy z odległości 9,2–176 milionów km. Nadesłane zdjęcia ukazały tylko jej bardzo nieregularny kształt, natomiast przy tak niskiej rozdzielczości niewidoczne były szczegóły ukształtowania powierzchni.